# CGTrader
CGTrader — маркетплейс 3D моделей для VR/AR и CG projects и сообщества профессиональных 3D-дизайнеров.
CGTrader привлекла финансирование из Practica Capital, венчурного фонда, базирующегося в Вильнюсе, а также с Intel Capital.

## История
Компания была основана в 2011 году в Вильнюсе, Литва Мариусом Калытисом, 3D-дизайнером и предпринимателем. В мае 2019 года CGTrader объявил, что он достиг 800 000 моделей 3D и 2 000 000 пользователей.
В 2013 году состоялся первый раунд финансирования на сумму 185 000 евро, которые были получены от Practica Capital. Предпринимательница Далия Ласайте присоединился к компании в качестве соучредителя в 2013 году и теперь служит генеральным директором.
В 2013 году компания привлекла новое финансирование от Intel Capital и Practica Capital.
В 2017 году компания получила 2,3 млн долл. США от Karma Ventures, чтобы инвестировать в рост рынка и улучшить рабочие процессы в дизайне.
В 2021 году CGTrader привлек 9,5 млн долл. США в серии B, раунде проведенном Evli Growth Partners, наряду с повторными инвестициями от Karma Ventures and LVV Group. Микаэль Хед, экс-генеральный директор Rovio (компания-разработчик Angry Birds), инвестировал в частном порядке и присоединился к Совету CGTrader в качестве председателя.

## Награды и признание
В мае 2015 года CGTrader выиграл Global Pitch Combine 2015, а также приз в размере 30 000 евро на Latitude59, ежегодном техническом событии в Эстонии. В том же месяце компания заняла 1 место на Login Startup Fair Pitch Challenge в Вильнюсе.
В мае 2016 года Hundert, берлинское стартап-издание, назвало Далию Ласайте одной из топ-100 европейских женщин-предпринимателей.
Forbes упомянул CGTrader среди 8 самых амбициозных стартапов из Литвы в мае 2016 года.